# Lillian Gish in a Liberty Loan Appeal
Lillian Gish in a Liberty Loan Appeal is een Amerikaanse korte film uit 1918 onder regie van D.W. Griffith. De film is wellicht zoekgeraakt.

## Verhaal
Lillian wil kleren kopen, maar haar moeder zegt haar dat het beter is om te investeren in oorlogsobligaties. Nadat ze wakker wordt uit een droom over de Duitse oorlogsmisdaden, is ze vastbesloten om obligaties te kopen.

## Rolverdeling
| Acteur         | Personage |
| -------------- | --------- |
| Lillian Gish   | Zichzelf  |
| Kate Bruce     |           |
| Carol Dempster |           |
| George Hope    |           |
| George Fawcett |           |